# Fête nationale du peuple allemand
Ne doit pas être confondu avec Jour de l'Unité allemande.

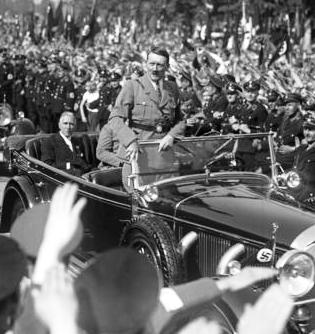
Adolf Hitler se rend à la journée nationale du Travail, au Lustgarten à Berlin le 1er mai 1933.

La Fête nationale du peuple allemand, ou journée nationale du travail est sous le Troisième Reich à partir de 1934 la célébration qui remplace la journée internationale des travailleurs du 1er mai. Le parti nazi (NSDAP) transforme la journée de lutte de la classe ouvrière internationale en fête nationale du peuple allemand, et rend le 1er mai férié. Dès 1933, la célébration est liée à l'écrasement des syndicats libres - ainsi, les centrales syndicales sont occupées par l'organisation des cellules d'entreprises national-socialistes (NSBO), la Sturmabteilung (SA) et la Schutzstaffel (SS) le 2 mai 1933.

## Contexte
Lors des négociations entre la NSBO et les syndicats libres, les nationaux-socialistes n'avaient laissé aucun doute sur le fait qu'une organisation de travailleurs aurait à l'avenir un tout autre visage. Par exemple, il n'y aurait plus d'élection de fonctionnaires et les conventions collectives entre employeurs et employés feraient partie du passé. L'État serait responsable de la question des salaires.
En mars 1933, les élections aux comités d'entreprise ne reflètent pas le changement politique en cours, et les syndicats libres restent de loin l'organisation la plus puissante. Joseph Goebbels note dans son journal au 24 mars 1933 : « Je suis le premier à introduire la déclaration du 1er mai comme fête nationale du peuple allemand et j'ai été chargé par le cabinet de la mettre en œuvre. Nous allons soulever cette question à la plus grande échelle et, pour la première fois, unir tout le peuple allemand dans une seule manifestation. À partir de ce moment, le conflit avec les syndicats va commencer. Nous ne nous reposerons pas tant qu'ils ne seront pas complètement entre nos mains ».
Le 16 avril, Robert Ley et Goebbels sollicitent Adolf Hitler à l'Obersalzberg et reçoivent son approbation. Goebbels note le lendemain : « Nous ferons du 1er mai une démonstration grandiose de la volonté du peuple allemand. Le 2 mai, les centrales syndicales seront occupées. Mise au pas également dans ce domaine. Il y aura peut-être quelques jours de bruit, mais ensuite ils seront à nous. Il ne doit y avoir aucune crainte ici. Nous ne rendons service au travailleur que si nous le libérons de la direction parasitaire qui a jusqu'ici mis sa vie en colère. Si les syndicats sont entre nos mains, les autres partis et organisations ne pourront pas non plus tenir longtemps. (…) Il n'y a pas de retour en arrière. Il faut juste laisser les choses suivre leur cours ».
Dans un premier temps, le bureau exécutif fédéral de l'Allgemeiner Deutscher Gewerkschaftsbund, la confédération allemande des syndicats accueille favorablement la décision du gouvernement de faire du 1er mai un jour férié et appelle les syndicalistes « en pleine conscience de leur travail de pionniers pour l'idée du 1er mai, pour la reconnaissance du travail et pour l'intégration égale de la classe ouvrière dans l'État, à participer partout à la célébration organisée par le gouvernement ».

## Célébration du1ermai 1933

### Festivités

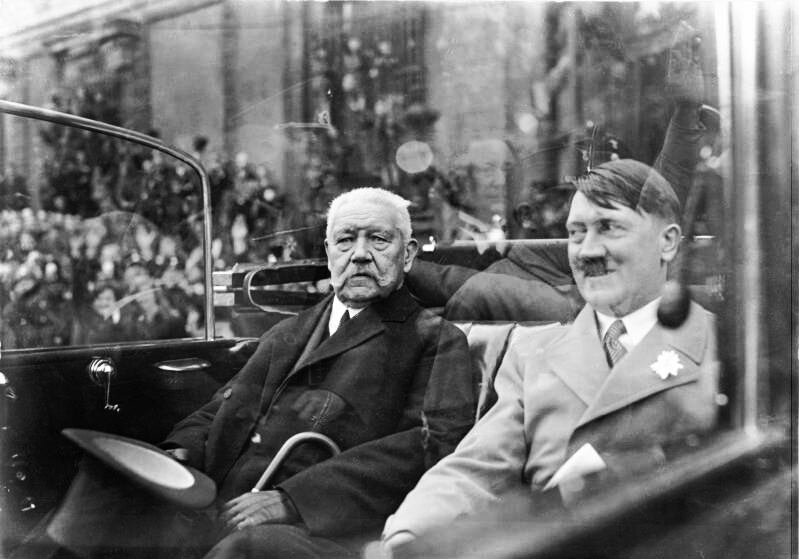
Hindenburg et Hitler lors de la fête nationale du travail en 1933.

Les célébrations du 1er mai sont planifiées par le NSDAP comme un événement de propagande majeur. Les responsables du parti sont chargés d'organiser de grands rassemblements dans tout le Reich. Pour Berlin, Albert Speer conçoit une composition de trois fois trois grands drapeaux, dont six mesurent 15 mètres de long, accrochés à des mâts derrière une tribune. Au milieu se trouve une plate-forme surélevée pour Hitler.
Le matin, des centaines de milliers de jeunes se rassemblent dans le Lustgarten de Berlin. Des chanteurs ont repris des chansons nationales, devant Joseph Goebbels et le président du Reich Paul von Hindenburg, ce dernier déclarant : « ce n'est que par l'élevage des hommes et l'esprit de sacrifice, comme cela a toujours été le cas dans l'armée allemande, que peut naître une génération à la hauteur des grandes tâches que l'histoire imposera au peuple allemand ». Hitler appelle ensuite les jeunes Allemands à une triple acclamation pour le « grand soldat et leader de la guerre mondiale ».
Vers midi, des délégations de travailleurs de toute l'Allemagne arrivent par avion à l'aérodrome de Tempelhof et sont accueillies par Hitler et Hindenburg. Plus d'un million de spectateurs participent au rassemblement, dont de nombreux membres de l'ADGB, qui avaient suivi l'appel de la direction du syndicat.
Adolf Hitler invoque la communauté nationale, la Volksgemeinschaft comme nécessaire contrepoids aux luttes de classes, à la propriété et à la poursuite de l'intérêt individuel : « Le chef d'entreprise doit comprendre que personne n'a le droit de regarder l'autre de haut, de se considérer comme quelque chose de mieux, mais que les chefs d'entreprise et les travailleurs manuels doivent être unis dans une seule communauté ».

### Démantèlement des syndicats
Un jour plus tard, comme prévu, les centres syndicaux, les rédactions des journaux syndicaux ainsi que leurs autres institutions sont occupés. La police n'intervient pas, et l'ensemble des biens des syndicats sont confisqués, un certain nombre de syndicalistes de premier plan placés en détention préventive. Plusieurs syndicalistes décèdent à Neheim et Duisbourg. La plupart des syndicalistes arrêtés sont libérés quelques semaines plus tard, et se voient proposer de travailler sous le contrôle du NSBO. Dans les jours suivent, les syndicats restants se soumettent au comité d'action, ce qui donne progressivement naissance au Front du Travail allemand, le deutsche Arbeitsfront le 10 mai 1933.